# Georges Lecourtier
Georges Lecourtier est un agriculteur et un homme politique français né le 23 décembre 1866 et mort le 26 juillet 1940 à Bras-sur-Meuse, dans la Meuse.

## Biographie
Exploitant agricole et ingénieur agronome, il entre en politique en 1913 en devenant maire de son village natal et conseiller général du canton de Charny-sur-Meuse. Ces mandats lui seront régulièrement renouvelés et il est un temps vice-président du conseil général de la Meuse.
Candidat de l'Alliance démocratique sur la Liste républicaine d'union meusienne conduite par André Maginot lors des élections législatives de 1919, il est élu et rejoint le groupe parlementaire de la Gauche républicaine démocratique à la Chambre des députés. Il se consacre à la question des régions libérées, ainsi qu'à l'agriculture. Il est le président de la société d'agriculture de Verdun. Durant la Première guerre mondiale, il reçoit une citation du gouvernement en 1916 pour être resté dans son village et collaboré avec l'armée pour sauver la population et n'a quitté le village que lorsque le village fut bombardé, incendié et rasé. Il eut en 1918, la Légion d'Honneur pour ses actions.
En 1923, il se présente aux élections sénatoriales avec succès malgré les très nombreuses candidatures de républicains modérés comme Raymond Poincaré, et Pol Chevalier. Il rejoint le groupe centriste de l'Union républicaine après son élection et se montre un sénateur discret. Il fait partie de la commission de l'armée entre 1925 et 1931 puis dans la commission de l'agriculture et des départements libérés en 1932 dont il devient secrétaire en 1934. Il la quitte en 1935 et il redevient discret au Sénat. Il est officier d'Académie, chevalier du Mérite agricole. Le 10 juillet 1940, il ne prend pas part au vote sur la remise des pleins pouvoirs au Maréchal Pétain et décède quelques jours après dans des circonstances demeurées floues.

### Décoration
- Chevalier de la Légion d'honneur (12 octobre 1918)
- Chevalier de l'ordre du Mérite agricole
- Officier d'académie

## Sources
- « Georges Lecourtier », dans le Dictionnaire des parlementaires français (1889-1940), sous la direction de Jean Jolly, PUF, 1960 [détail de l’édition]
- Dir. Jean El Gammal, François Roth et Jean-Claude Delbreil, Dictionnaire des Parlementaires lorrains de la Troisième République, Metz, Serpenoise, 2006 (ISBN 2-87692-620-2, OCLC 85885906, lire en ligne), p. 230-231